# Höga Kusten
Höga kusten (en sueco significa la «costa alta») es una parte de la costa sueca en el golfo de Botnia, situada en los términos municipales de Kramfors, Härnösand y Örnsköldsvik, famosa como un «área tipo» para la investigación de la isostasia y el rebote posglaciar, en que la tierra se alza conforme los glaciares que la cubren se van fundiendo. Este fenómeno fue reconocido y estudiado  por primera vez aquí. Desde la última edad de hielo la tierra se ha alzado 300 metros, lo que explica las altas formaciones de acantilado inusuales en la región.
La Unesco, cuando inscribió la zona en la lista del Patrimonio de la Humanidad en 2000, puso de manifiesto que la Costa Alta es «un sitio excepcional para entender los procesos geológicos que han conducido a la formación de los glaciares y de las zonas de elevación de la superficie de la Tierra».